# آنی ادسون تیلور
آنی ادسون تیلور اولین کسی است که در سال ۱۹۰۱ از آبشار نیاگارا پایین پرید و زنده ماند وی برای محافظت از جانش ابتدا داخل یک بشکه بزرگ شد و سپس این بشکه به پایین پرتاب گشت.

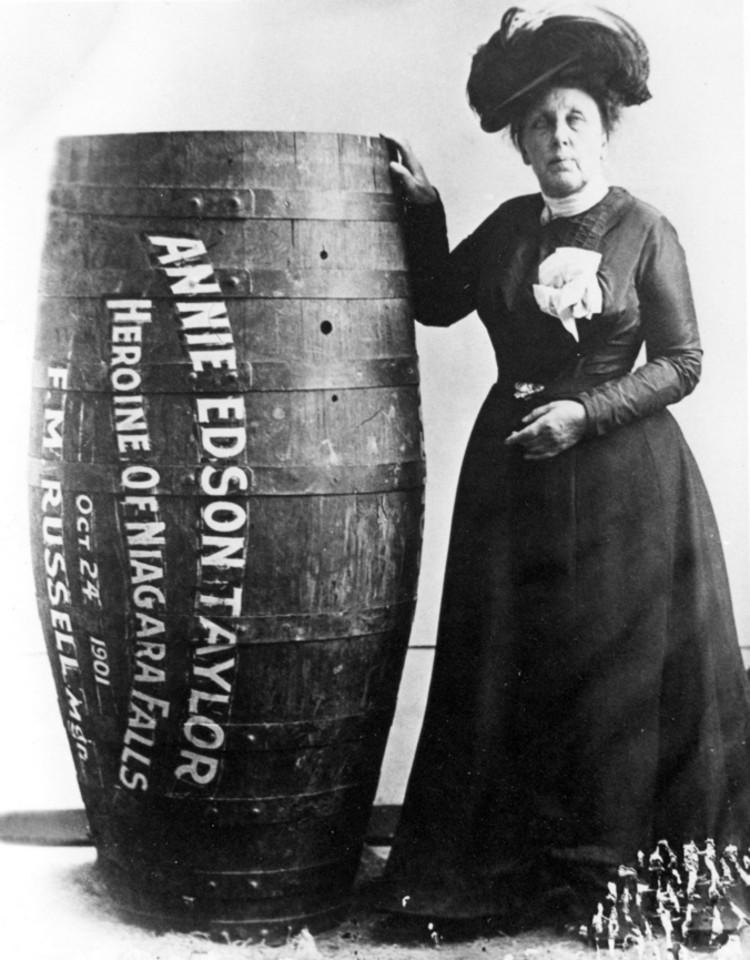
نمایی از آنی به همراه بشکه‌ای که با آن از آبشار نیاگارا پایین آمد

بعد از مرگ شوهرش در جنگهای داخلی امریکا او با بحران اقتصادی شدیدی مواجه شد و در سن ۶۲ سالگی تصمیم گرفت با انجام یک کار خارق العاده به شهرت رسیده و از شهرت برای رسیدن به ثروت استفاده کند. او درست در روز تولد ۶۳ سالگی اش تصمیم خود را برای پریدن از نیاگارا عملی کرد
بنابر گزارشها هزاران نفر در پایین آبشار نیاگارا شاهد این صحنه بودند و هیچ کس فکر نمی‌کرد این زن زنده بماند.
مدیر برنامه او برای پرش با هشدار پلیس روبرو شد که در صورت مرگ این زن از سوی پلیس کانادا و امریکا تحت تعقیب قرار خواهد گرفت چرا که این کار بیشتر به یک خودکشی شباهت داشت. برای محافظت او یک بشکه ساخته شد که دارای طول ۱٫۴ متر و عرض ۱ متر بود و او داخل این بشکه از ارتفاع حدود ۱۷۴ فوت پایین انداخته شد.
او موفق شد این کار را انجام دهد و تنها برای لحظاتی در شوک به سر برد اما هیچ صدمه دیگری ندید. وی در مصاحبه‌اش با نشریات اعلام کرد دیگر هیچ وقت حاضر به تکرار این کار نیست و ترجیح می‌دهد بمیرد اما این کار را نکند و تاکید کرد اجازه نمی‌دهد کس دیگری این کار را انجام دهد و شاهد لحظات مرگبار باشد.

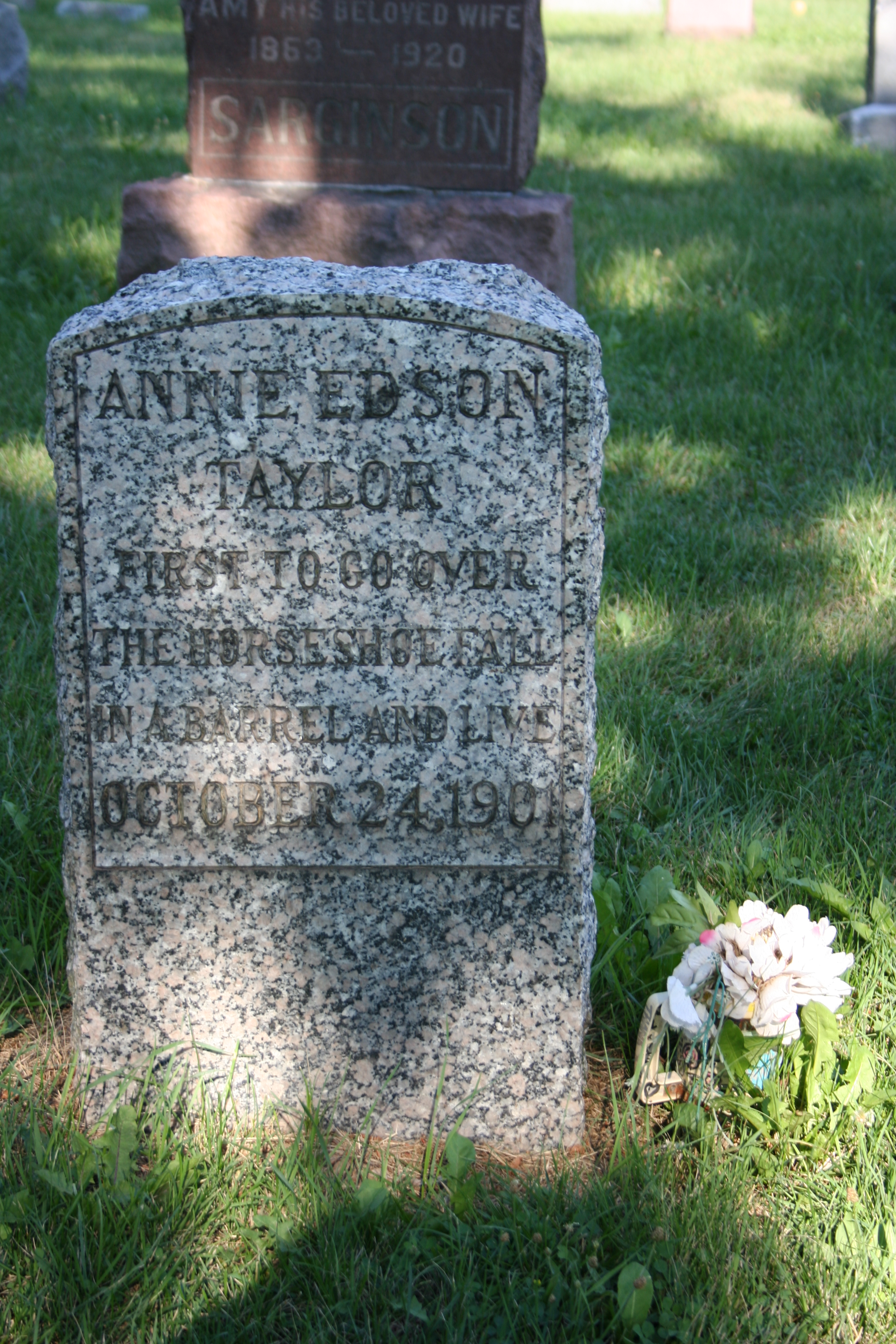
Annie's Place

آنی در ۲۹ آوریل۱۹۲۱درگذشت